# Gavin Lux
Gavin Thomas Lux (Kenosha, Wisconsin, 23 de noviembre de 1997), más conocido como Gavin Lux, es un jugador profesional estadounidense de béisbol que se desempeña en la posición de segunda base en Cincinnati Reds, equipo de las Grandes Ligas de Béisbol (MLB).

## Carrera
Lux hizo su debut en la MLB con el equipo Los Angeles Dodgers, en el cual jugó cinco temporadas (2019-2022, 2024), después pasó a Cincinnati Reds.